# Okagaki
Okagaki (japanska: 岡垣町?, Okagaki-machi) är en landskommun (köping) i Fukuoka prefektur i Japan. 